# Jang Hyun-soo
Jang Hyun-soo (ur. 28 września 1991 w Seulu) – południowokoreański piłkarz występujący na pozycji obrońcy w japońskim klubie F.C. Tokyo i w reprezentacji Korei Południowej. Uczestnik mistrzostw świata w 2018.
W listopadzie 2018 został dożywotnio zdyskwalifikowany z gry w reprezentacji kraju w związku ze złożeniem fałszywego oświadczenia dotyczącego wykonanych przez niego prac społecznych. Dzięki temu oświadczeniu uzyskał częściowe zwolnienie ze służby wojskowej.